# Ex-voto marin
Une proposition de fusion est en cours entre Ex-voto marin et Bateau votif.
Un ex-voto est une offrande votive placée dans un lieu de culte à la suite d’un vœu ou en remerciement d’une grâce obtenue. Les ex-voto marins prennent des formes variées : peintures représentant des scènes de naufrage, maquettes de navires ou objets personnels. Ils sont généralement déposés par des marins ou leurs proches, soit en demande de protection avant un voyage, soit en reconnaissance d’un secours perçu lors d’un péril en mer.
Présents dans de nombreuses régions du monde, les ex-voto marins sont des témoignages de l’histoire maritime et de la religiosité dans les communautés littorales.

## Typologie des ex-voto marins
L’ex-voto est un témoignage de confiance, de gratitude et de piété. C’est un don personnel exprimant la relation du fidèle avec Dieu ou le saint protecteur. 
L’historien Michel Mollat du Jourdin distingue quatre formes d’offrandes d’ex-voto marins :
- Ex-voto gratulatoire : c’est le type d’offrande le plus courant. Elle est faite en remerciement à une divinité à la suite d’une protection dont le donateur estime avoir bénéficié lors d’un événement précis, par exemple en étant rescapé d’un naufrage en mer ou en ayant guéri d’une maladie.
- Ex-voto propitiatoire : cette offrande est faite à l'avance pour obtenir une protection, comme avant un voyage en mer afin qu'il se déroule sans encombre.
- Ex-voto surérogatoire : dans ces cas-là, le don est spontané et n'attend pas de faveur réciproque. Par exemple, le marin ne fait pas une offrande pour un sauvetage particulier, mais pour une protection constante dont il estime avoir bénéficié tout au long de sa vie.
- Ex-voto commémoratif : c'est une offrande destinée à rappeler le souvenir d'un événement. Une de ses variantes est l'ex-voto "cénotaphe", qui rappelle le souvenir d’une personne disparue en mer.

Même si l’ex-voto marin présente des spécificités, il s’inscrit dans l’ensemble des pratiques votives. 

## Origines de l’ex-voto marin

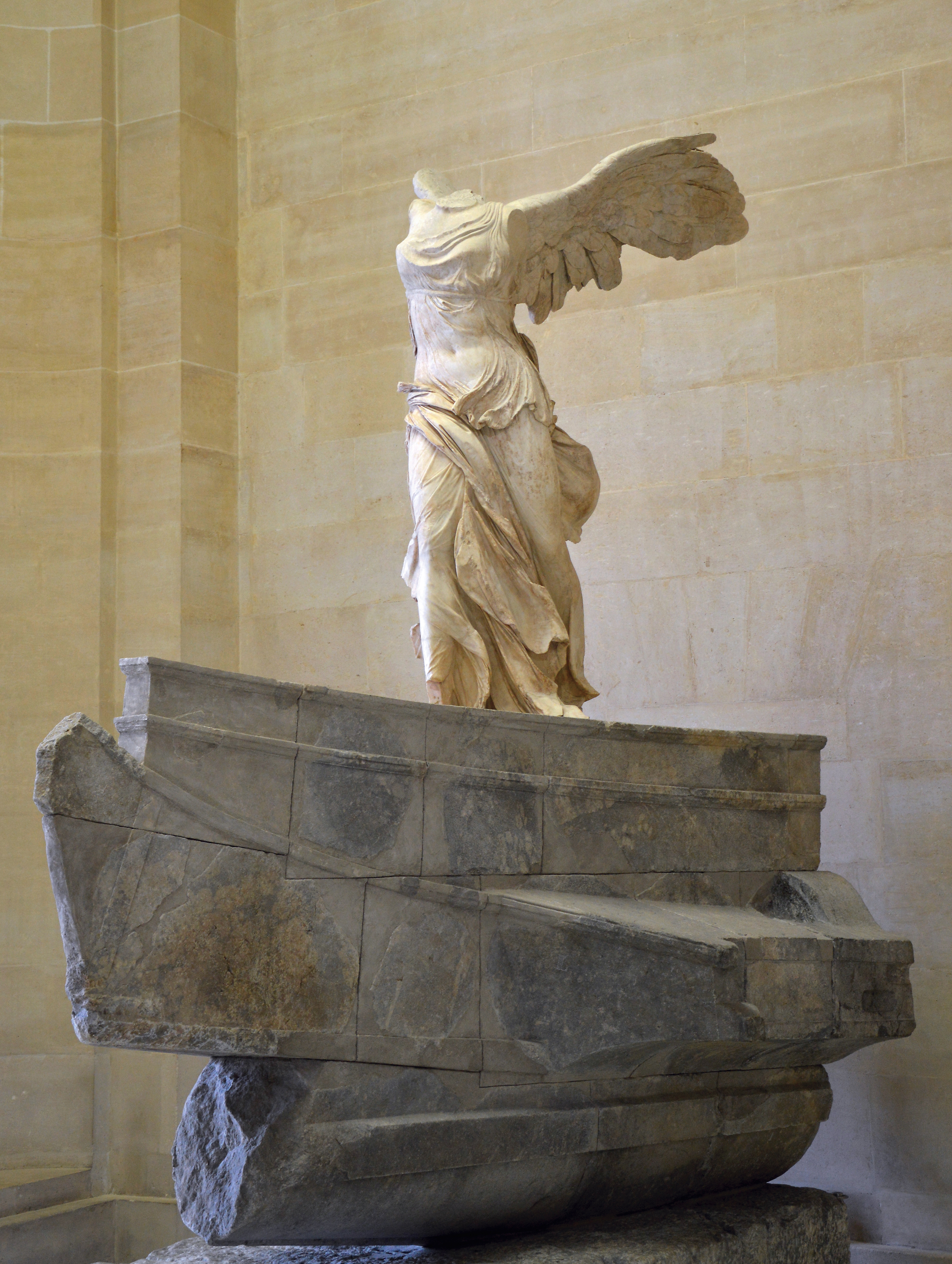
La Victoire de Samothrace, début du II^{e} siècle av. J.-C. (musée du Louvre).

La pratique de l’ex-voto, et plus spécifiquement de l’ex-voto marin, est attestée dans l’Antiquité par diverses sources écrites et découvertes archéologiques, notamment par Cicéron, qui mentionne des objets votifs offerts par les marins :   

« Toi qui penses que les dieux se désintéressent des choses humaines, ne vois-tu pas toutes ces tablettes votives qui témoignent du nombre de ceux qui ont échappé à la violence de la tempête, et qui, grâce à leurs prières, sont arrivés au port sains et saufs ? »

— Cicéron, De natura deorum (III, 89)
Un exemple célèbre d’ex-voto marin antique est la Victoire de Samothrace, statue hellénistique représentant la déesse Niké posée sur une proue de navire. Cette statue commémore une victoire navale remportée au début du IIe siècle av. J.-C. et constitue de fait un ex-voto gratulatoire.
Les formes les plus courantes d’ex-voto marins dans le monde antique étaient cependant plus modestes. Il s’agissait notamment de graffitis incisés sur les parois des sanctuaires, d’ancres en pierre déposées dans des lieux de culte, de peintures à sujet maritime ou de vêtements. Ces deux dernières catégories ne sont connues que par des sources écrites. On trouve également des modèles de navires, qu’il convient de distinguer de ceux associées aux pratiques funéraires. Les barques découvertes dans des tombes, qu’elles soient gauloises, égyptiennes ou issues d'autres cultures méditerranéennes, sont destinées à accompagner l'âme du défunt ou à évoquer un aspect de sa vie. Or, l’ex-voto est une offrande à la divinité et non une offrande funéraire.

## L’ex-voto marin dans le christianisme

### Spiritualités maritimes

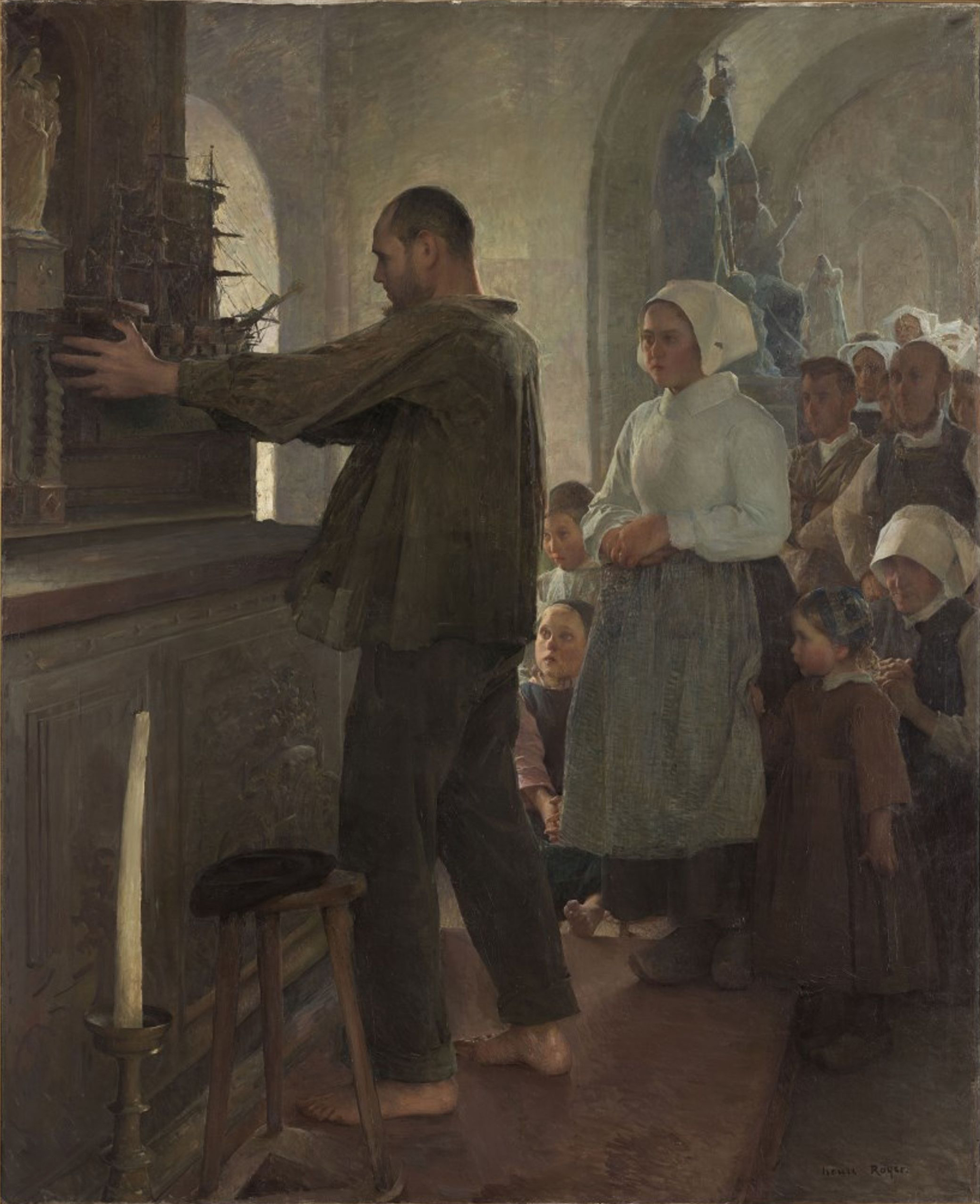
L’Ex-voto,1898, de Henri Royer (musée des beaux-arts de Quimper).

La vie quotidienne et professionnelle en mer à longtemps été exposée à de nombreux dangers, souvent distincts de ceux rencontrés à terre : malnutrition, absence de soins pour les blessés, maladies, conditions de navigation difficiles, notamment en hiver. Face à ces risques, les marins ont souvent eu recours à des pratiques religieuses et culturelles spécifiques, dans lesquelles l’invocation de la protection divine occupe une place importante. Ces pratiques se traduisent notamment par des rites de bénédiction des navires, tels que l’aspersion à l’eau bénite, les processions ou les oraisons.
L’inquiétude liée à la mort en mer est également partagée par les proches des marins. Dans les îles bretonnes, par exemple, la proëlla est une cérémonie funéraire célébrée en l’honneur d’un disparu en mer. L'absence de sépulture ou de tombe est parfois compensée par un service religieux ou un monument commémoratif, comme le Mur des disparus en mer.
Dans ce contexte, l’ex-voto marin traduit le sentiment de vulnérabilité face au caractère imprédictible et à la dangerosité du voyage en mer. Il est aussi le témoignage d’une piété pas seulement individuelle mais collective autour de ces angoisses.
Une fois le danger surmonté, il faut s’acquitter du vœu. Ce marché passé avec Dieu tient par la loyauté du donateur (plusieurs récits évoquent des châtiments attribués au non-respect de cette promesse, perçus comme des avertissements).

Lorsqu’un objet est remis au sanctuaire, ce n’est pas qu’un témoignage du sauvetage, il incarne aussi le donateur qui souhaite voir sa présence pérenniser auprès de Dieu ou du saint protecteur. La reconnaissance du donateur peut aussi prendre une forme spontanée et sincère, exprimée par des gestes expressifs:

« (...) On a constaté sur la côte du Finistère celui d'après lequel, sans doute pour être agréables à la divinité protectrice, les marins se présentent à son sanctuaire, parfois longtemps, après l'événement, dans l'état où ils se trouvaient, lorsqu’ils avaient échappé à la tempête. Dans la baie d'Audierne, ils entraient dans l'eau jusqu’à la ceinture avant de faire neuf fois le tour de la chapelle de Sainte Evette de Plozevet, et ceux qui assistaient à la procession de Notre-Dame de Plogoff se jetaient auparavant dans la mer. »

— Paul Sébillot, Le folk-Lore de la France. La mer et les eaux douces

### Les saints protecteurs

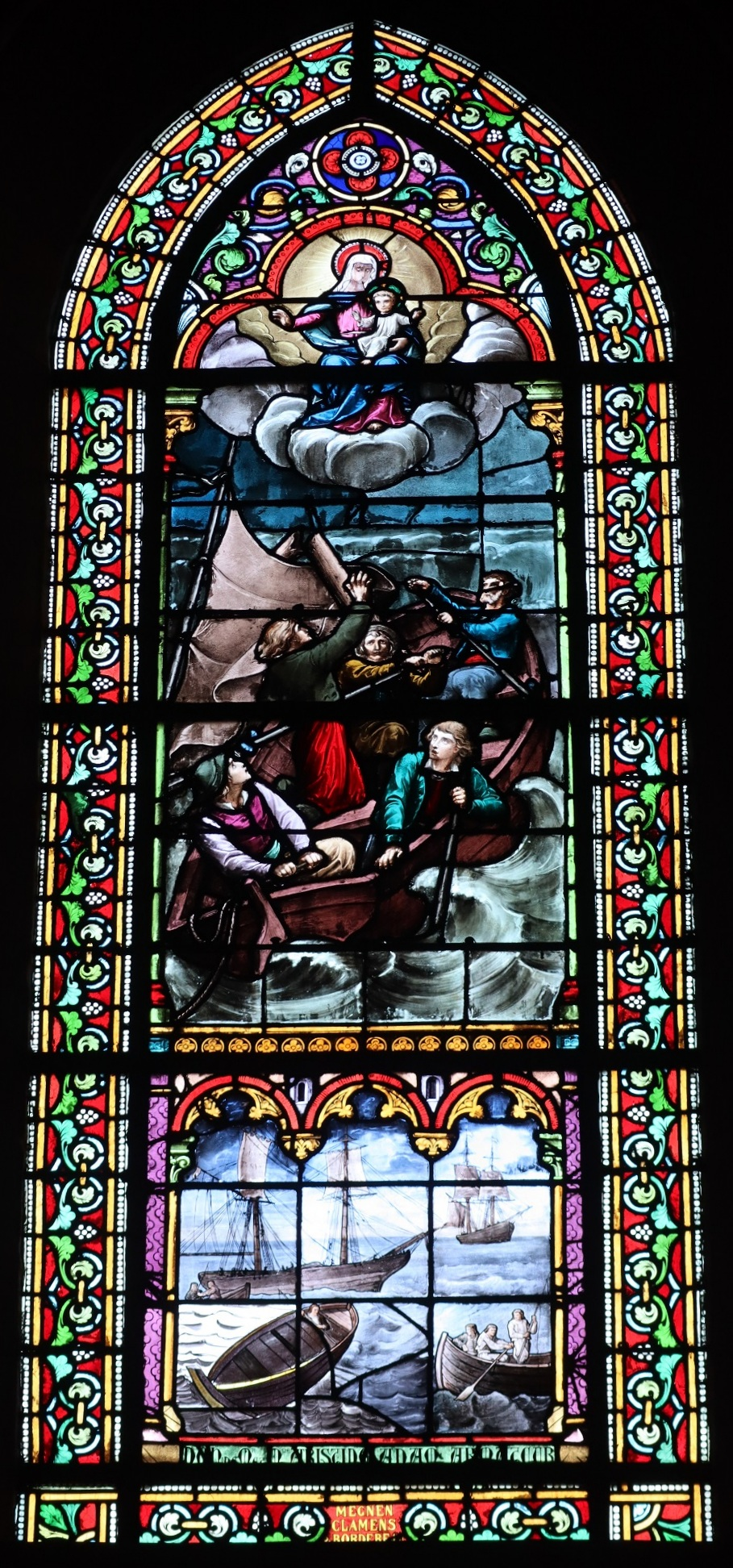
Marins naufragés implorant la Vierge, vitrail de l'église Saint-Méen de Cancale.

La Vierge Marie est considérée comme la principale sainte protectrice des marins, qui lui vouent une dévotion particulière. Son vocable Stella Maris, « Étoile de la mer », caractérise son rôle de guide et de protectrice. Des navires portent ce nom, et des chapelles lui sont également dédiées.
Sur les côtes françaises, plusieurs chapelles appelées Chapelle des Marins sont consacrées à la mémoire des personnes mortes en mer et placées sous le patronage de Marie.
C’est elle que l’on retrouve le plus souvent représentée sur les ex-voto peints. Elle est représentée seule, avec l’enfant Jésus ou les anges.
Les invocations à d’autres saints protecteurs sont très localisées. On retrouve, en Bretagne, saint Mathurin, sur le littoral du Ponant, saint Jacques et saint Michel, et en Méditerranée, saint Pierre. Certains saints sont invoqués par les marins du monde entier, comme saint Erasme, saint Nicolas ou saint François de Paule.
Les cultes aux saints s’expriment à différents moment :
- Avant le départ en mer : des prières professionnelles ou individuelles sont faites et le bateau est dédicacé au saint protecteur. Une maquette votive du navire peut être offerte pour demander une protection.
- En mer : une invocation et une promesse votive peuvent être faites au moment d’un danger.
- Au retour : des pèlerinages annuels dédiés au saint protecteur, réalisation et offrande d’un ex-voto marin, entretien de la mémoire de ceux ayant péris en mer.

## Maquettes votives
Ces maquettes de navires sont réalisées par les marins ou exécutées par un constructeur de bateaux. Elles peuvent servir aux processions, comme les pardons en Bretagne ou les fêtes dédiées aux saints protecteurs, être suspendues aux plafonds des sanctuaires ou mises sous vitrines au pied d'une statue vénérée.

Il peut s’agir de maquettes classiques, de demi-coques (représentant le navire en coupe longitudinale) ou de bateaux en bouteille. Les modèles présentent souvent des différences par rapport au navire réel. Certains éléments peuvent être volontairement exagérés, ou bien leur créateur n’est pas nécessairement un spécialiste de la construction navale.

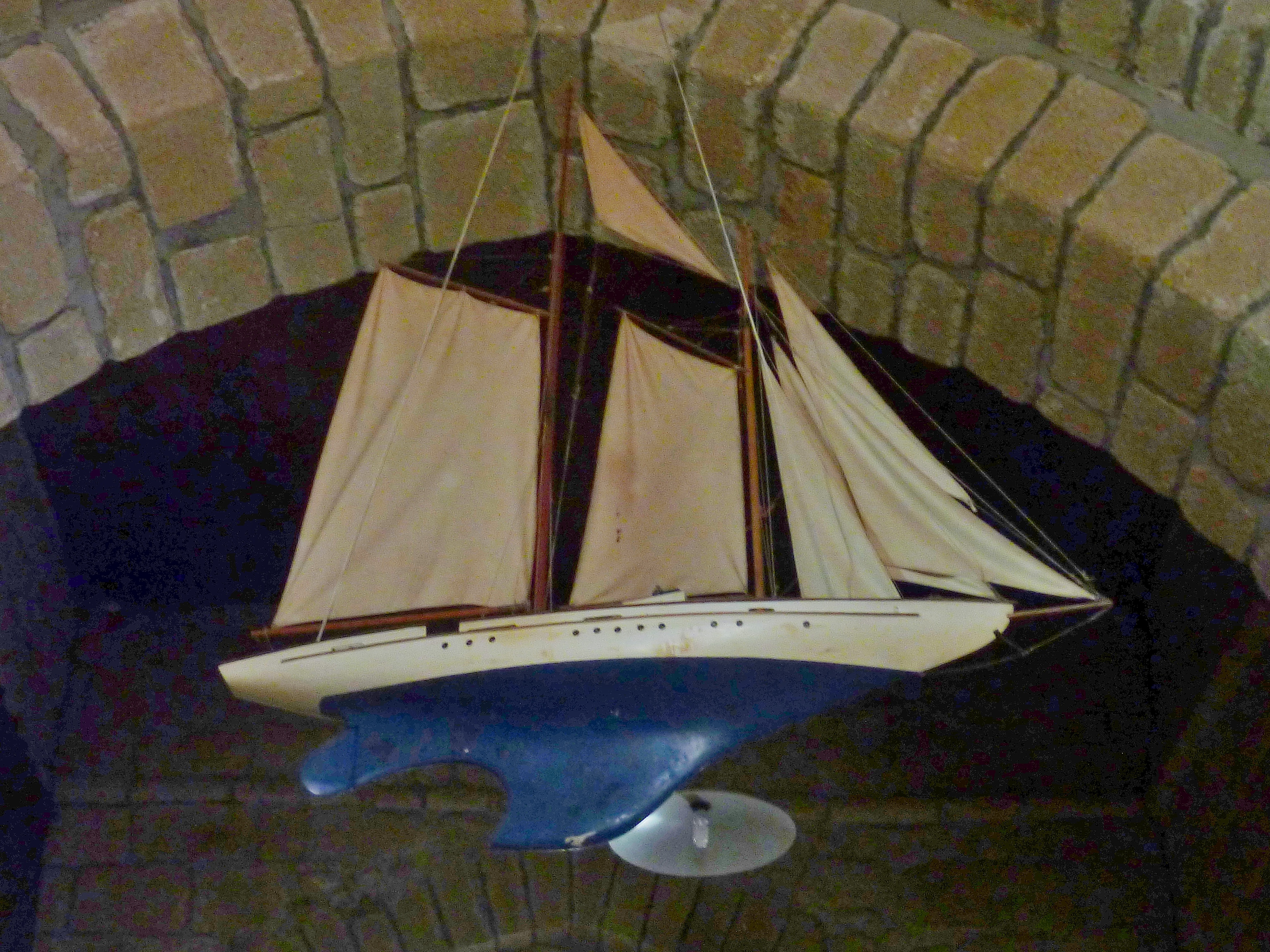
Ex-voto, maquette de yacht, vers le début du 20e siècle (église de l'Ile-d'Arz)[9].
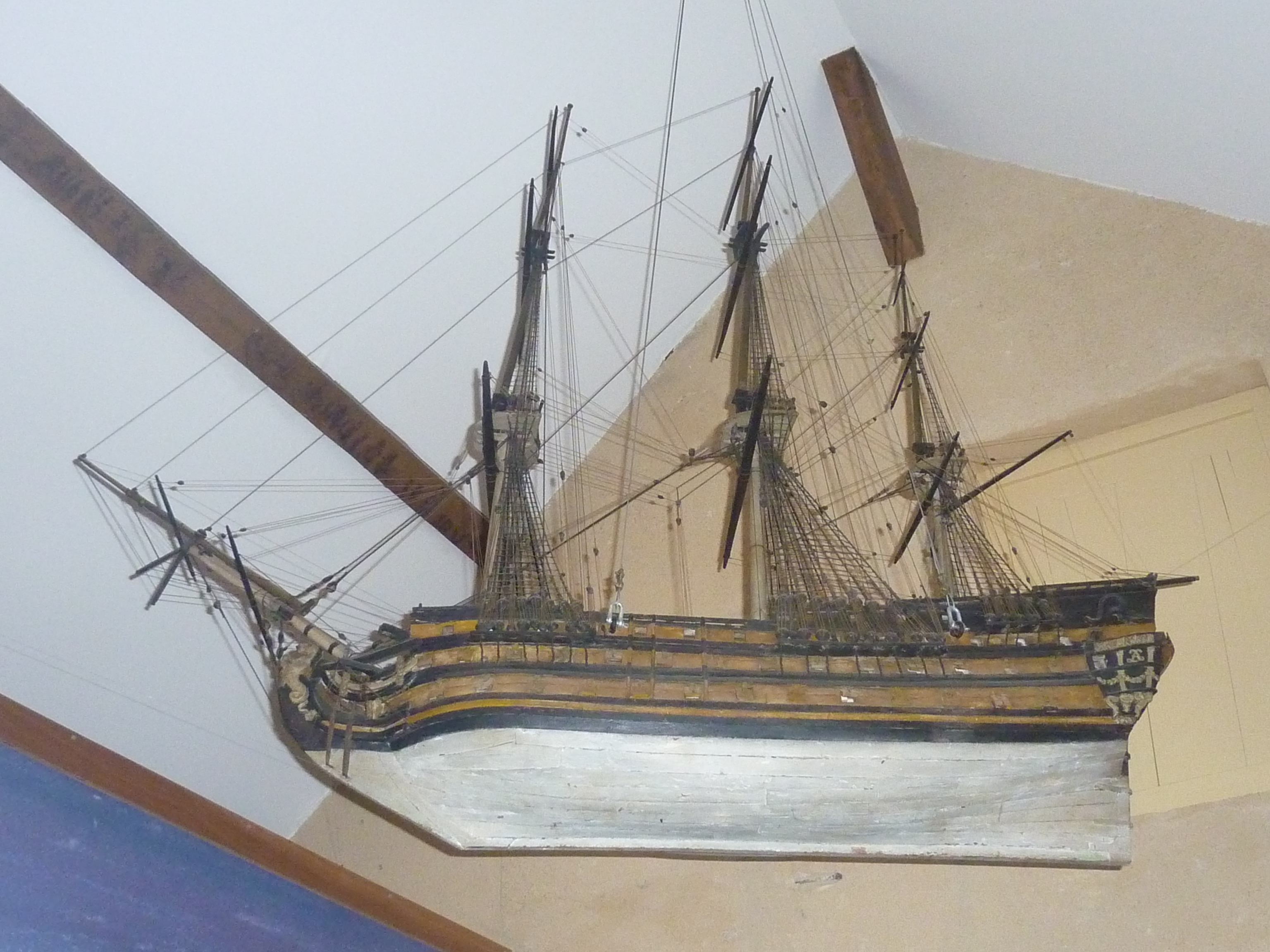
Ex-voto, Le bon Saint-Nicolas, 18e siècle (Musée national de la Marine de Port-Louis).
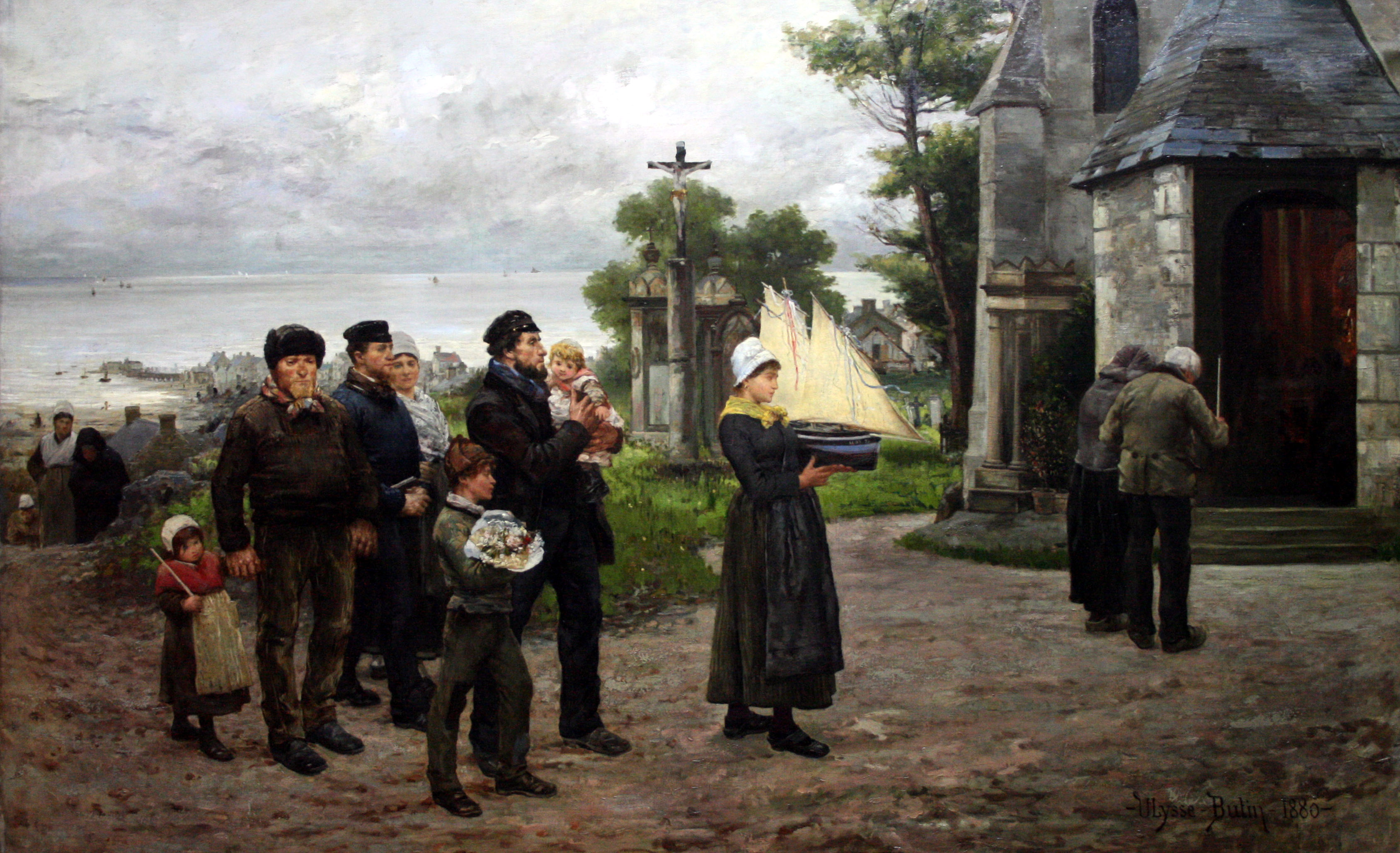
L'Ex-voto, 1880, de Ulysse Butin (palais des beaux-arts de Lille).

## Peintures votives
Les peintures votives à thème marin constituent un répertoire des dangers encourus en mer : naufrages, tempêtes, combats navals, maladies, etc. Afin de pouvoir être accrochées en rangs serrés, elles sont de dimensions réduites, dépassant rarement 70 × 40 cm. Elles sont réalisées sur différents supports : bois, toile, carton, papier, tôle ou verre.
Les scènes de naufrage sont souvent composées en 3 niveaux : la nature déchaînée, l’homme désemparé et suppliant, et le ciel venant à son secours. Une opposition est également marquée entre le déchaînement de la mer et du vent et la vision calme et apaisante émanant du personnage céleste.
Ce type de composition s’inscrit dans la continuité d’une tradition médiévale et byzantine de peinture religieuse représentant des miracles. Par exemple, dans Sainte Claire sauvant le navire de la tempête de Giovanni di Paolo, sainte Claire apparaît dans le ciel, auréolée de lumière, pour venir en aide à un navire en détresse. Ce langage pictural, représentant une séparation entre l’au-delà et le monde terrestre, est facilement compréhensible et a été rapidement adopté par les peintres d’ex-voto marins.
À partir du XVIIᵉ siècle, les formules « Ex-voto » ou « V.F.G.A. » (votum fecit gratiam accepit, « j’ai fait un vœu, j’ai obtenu grâce »), ainsi qu’une date et une description de l’événement, sont fréquemment inscrites sur un cartouche ou en surimpression. 
L’image du saint est généralement représentée en format réduit dans un angle du tableau, voire n’est pas représentée, tandis que la scène du drame occupe la majeure partie de la composition.

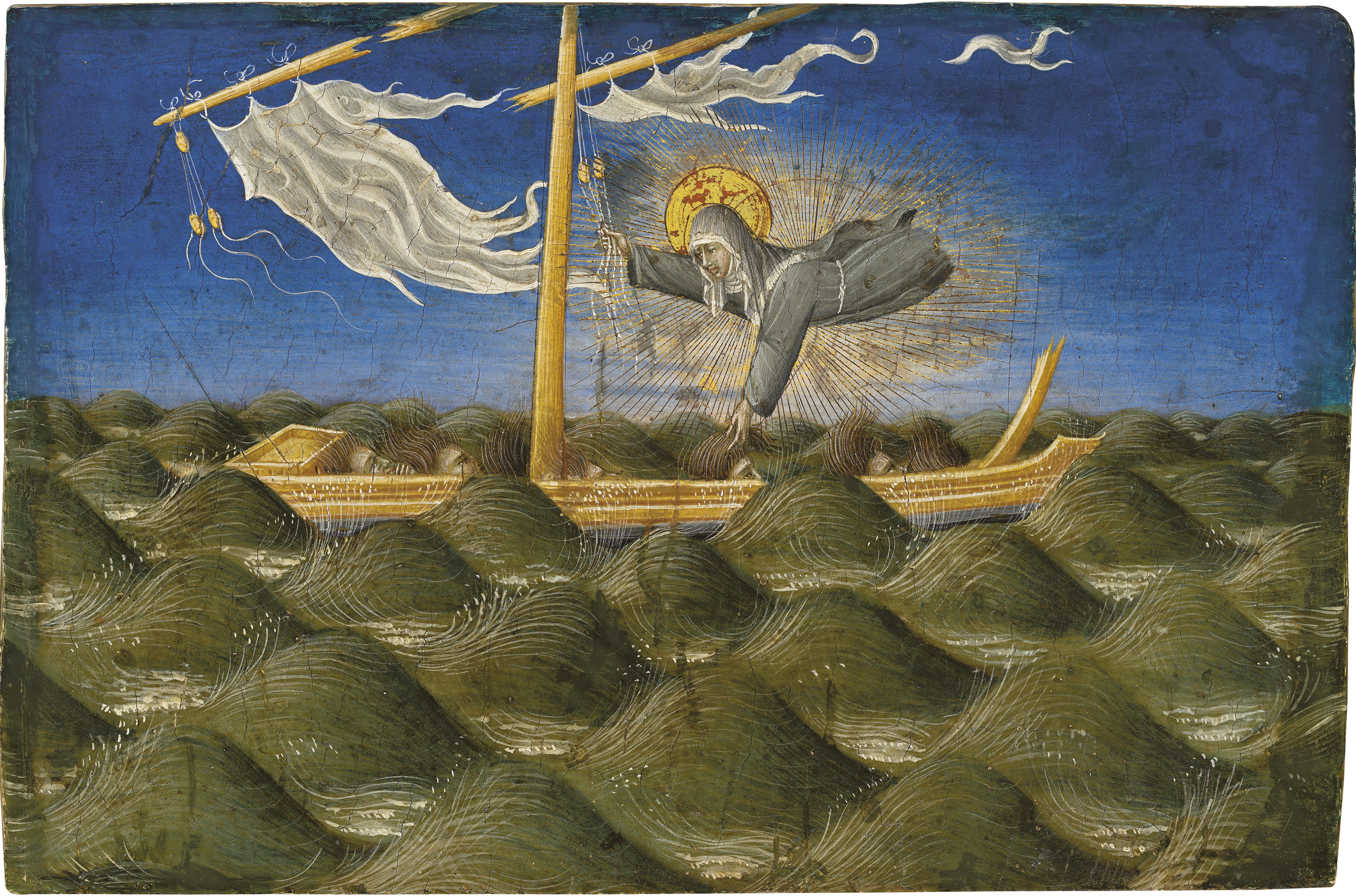
Sainte Claire sauvant le navire de la tempête, vers 1399-1482, de Giovanni di Paolo.
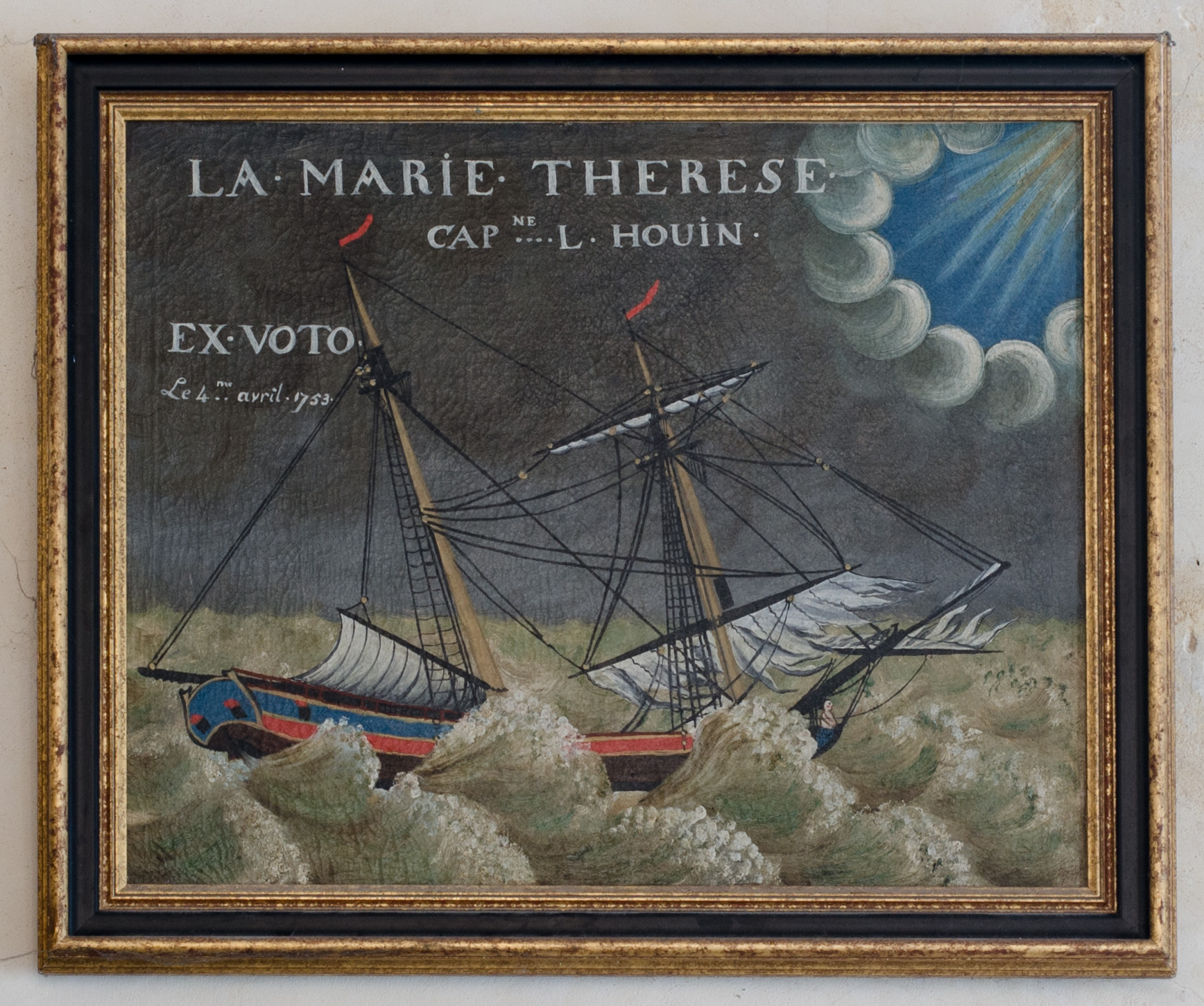
Ex-voto, dit la Marie Thérèse, 1753[10](église Sainte-Catherine de La Flotte).
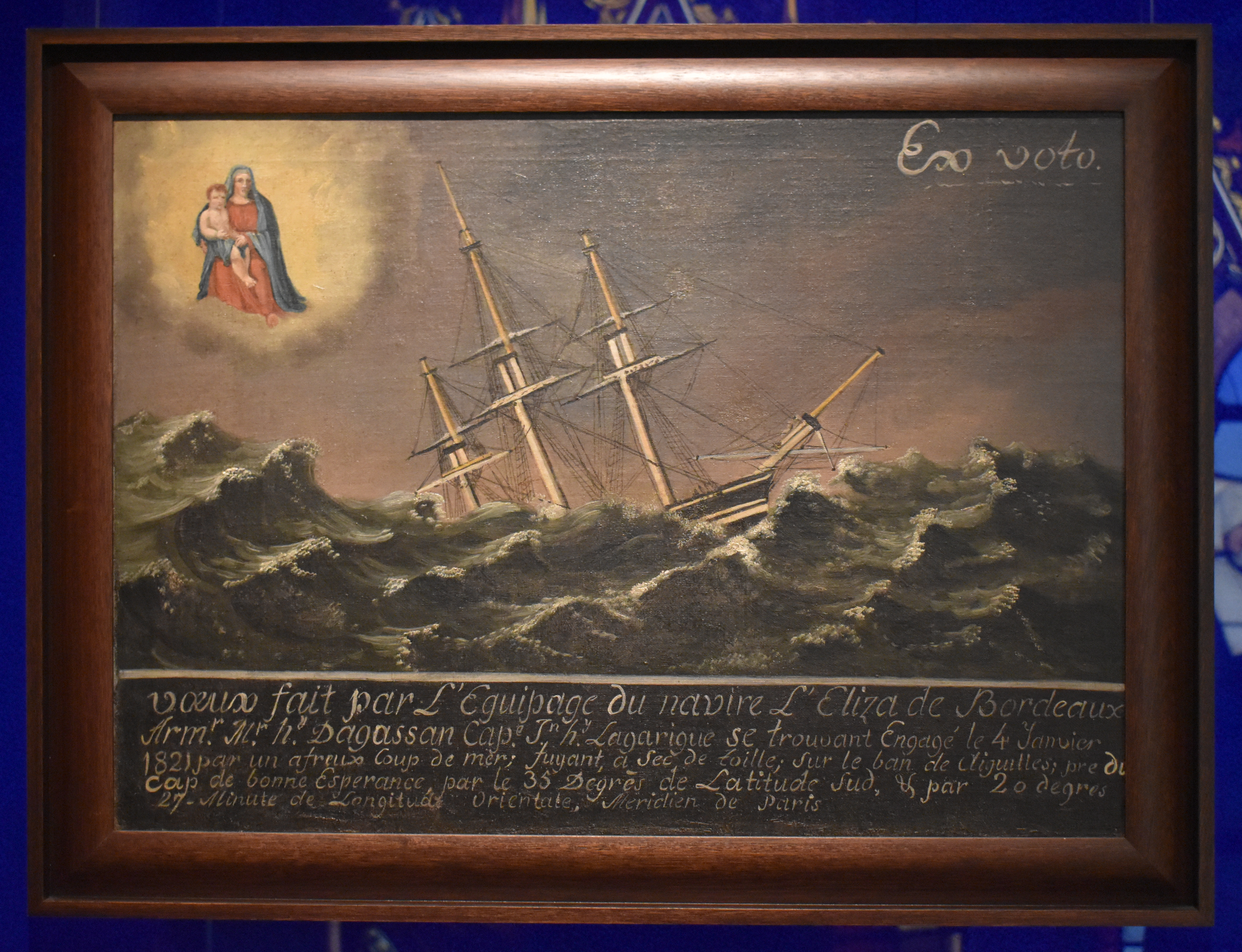
Ex-voto, Le navire l'Eliza de Bordeaux engagé dans une mer déchaînée, 1821[11] (musée d'Aquitaine).